# إساسوندو
بلدية إساسوندو (بالإسبانية: Isasondo) هي بلدية تقع في مقاطعة غيبوثكوا التابعة لمنطقة إقليم الباسك شمال إسبانيا.

## الديموغرافيا
بلغ عدد سكان بلدية إساسوندو 663 نسمة عام 2011 (وفقاً للمعهد الوطني للإحصاء الإسباني).
| 628 | 609 | 581 | 565 | 610 | 649 | 663 |

## أعلام
- ايتور جارمنديا